# گره‌دوپیچ
گره‌دوپیچ یکی از انواع گره‌ها است.

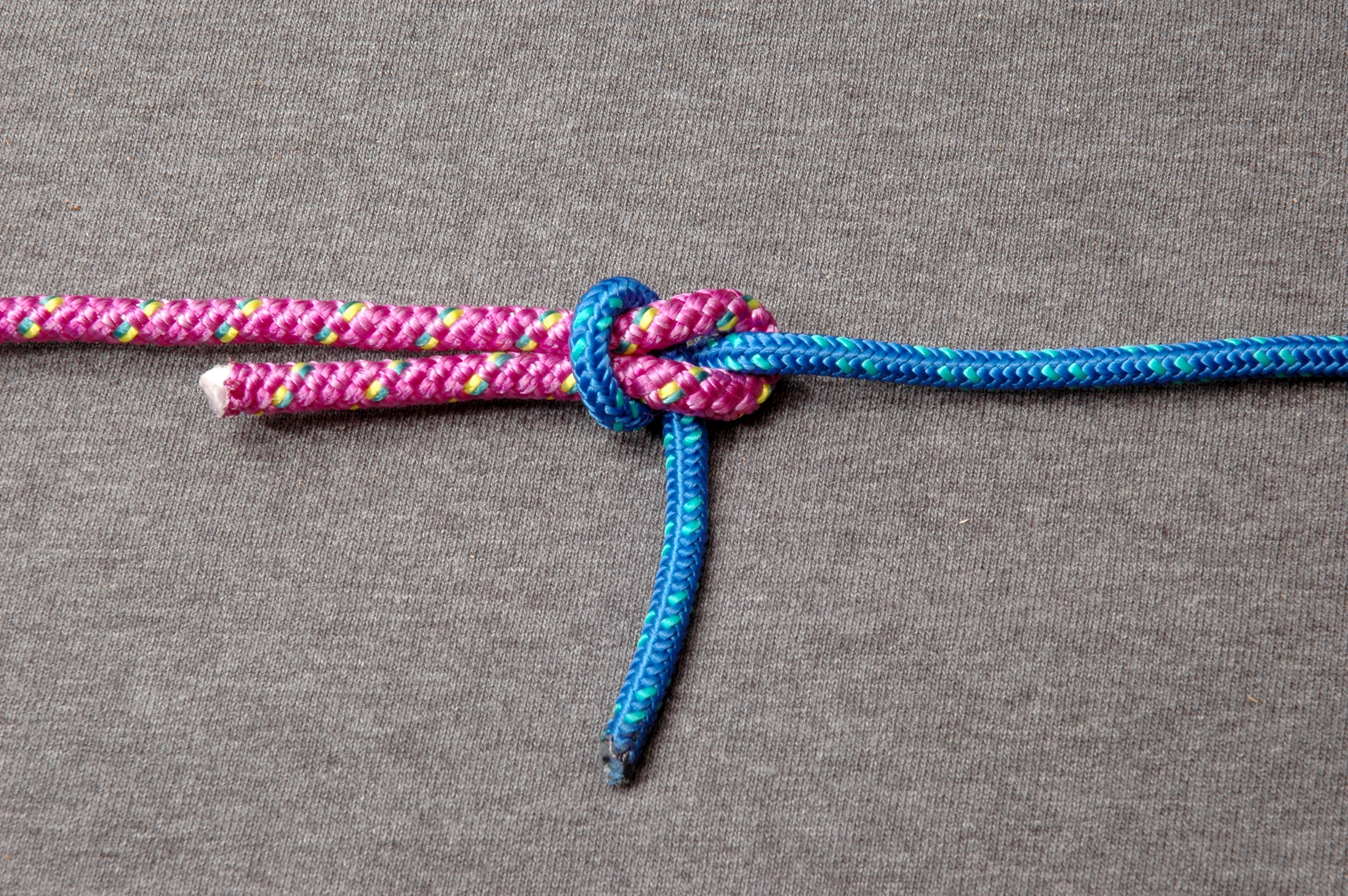
نمایی از طریقهٔ بسته‌شدن گره‌دوپیچ

از انواع اصلی آن می‌توان به گره‌دوپیچ بَندینَک (double sheet bend) اشاره کرد.
گره‌دوپیچ بندینک، گره‌پیچ بندینکی است که در آن پیچاندن طناب به دور حلقه یا چشمی طناب دیگر دو بار انجام می‌شود.